# Spiraalvormig huis
Het spiraalvormige huis, Hebreeuws: Beit HaSpirala (בית הספירלה), is een appartementencomplex in de stad Ramat Gan aan de centrale kuststrook, net ten oosten van Tel Aviv in Israël. Het dient voor bewoning en werd ontworpen door de architect Zvi Hecker.

## Achtergrond
Het complex, in de vorm van een omhooggaande spiraal, werd gebouwd door Jaakov Hai en ontworpen door de architect Zvi Hecker in samenwerking met Gil Bernstein, Shmuel Groberman en Rina Hering. De eigenaar is Ezra Mualem (stand 2013). Hecker had eerder meegeholpen aan het ontwerp van het Dubiner-huis (1963), een gebouw dat er tegenover staat en als startpunt diende voor zijn ontwerp. Het Dubiner-huis is een ontwerp van Alfred Neumann en Elder Sharon, zijn toenmalige mentoren en latere partners.

## Bouw
Hecker ontwikkelde zijn concept in de jaren zeventig, waarbij hij een centrale rol weglegde voor een dragende zuil in het midden met allerlei appartementen en andere functies eromheen. Deze centrale zuil werd later echter vervangen door een open binnenplaats. Alle appartementen kijken hierop uit.
De bouw nam meerdere jaren in beslag, van 1984 tot 1990, terwijl het ontwerp bij aanvang nog niet volledig was opgetekend. Het ontwerp voor het trappenhuis en de balkons moest nog ingevuld worden en de dragende muur van de trap kreeg later een andere functie. Hecker woont zelf in het Dubiner-huis dat tegenover het spiraalvormige huis staat. Tijdens de bouw bleef hij daarom een nadrukkelijke controle houden en gaandeweg de bouw wijzigde hij het ontwerp verschillende malen.

## Ontwerp
In de drie projecten waarmee Hecker zich wereldwijd op de kaart zette, waaronder dit project, heeft hij gebruikgemaakt van een geometrisch lijnenstelsel dat met een zonnebloem wordt vergeleken. Dit stelsel is buiten de gebouwen niet zichtbaar, maar is van belang voor het vangen en spreiden van zonlicht in het gebouw.
De hogere schaduwzijde (foto in de infobox) wordt gekoeld door de lagere, andere zijde waaraan open balkons zonder overkapping zijn gebouwd. Aan de hogere zijde bevinden zich ook de ingang, het trappenhuis en de lift. De dakterrasjes dienen als leefomgeving en zijn ontleend aan de karakteristieke Arabische dakterrassen.

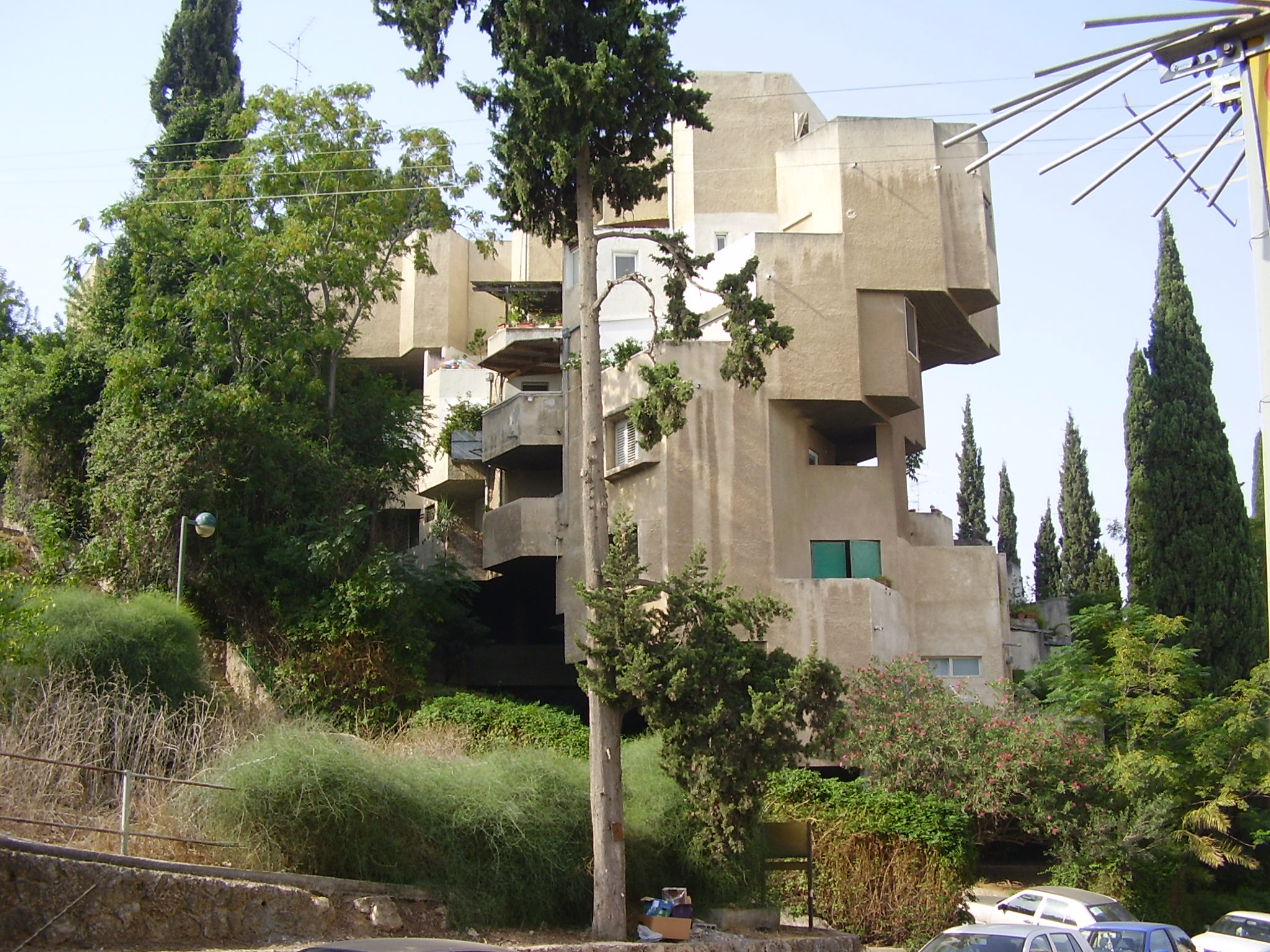
Het Dubiner-huis dat als basis diende voor het spiraalvormige huis

Het ontwerp van het Dubiner-huis vormde in feite het startpunt vanwaaruit Hecker het spiraalvormige huis ontwierp. Dit is te herkennen aan de gelaagdheid van de verschillende verdiepingen, de opbouw van de open balkons, het ontwerp van de binnenplaats en de plaatsing binnen het geheel van andere gebouwen in de buurt.
Er zijn overeenkomsten in de geometrische vormgeving tussen dit en het Dubiner-huis, zoals in de vorm van het gebouw, de plaatsing van de zuilen en de verdeling van de vertrekken. Fysiek staan beide gebouwen tegenover elkaar.
Uiterlijk verschillen beide gebouwen heel duidelijk. Het Dubiner-huis is strak en hoekig, terwijl het spiraalvormige huis bestaat uit bochten en rondingen die zich wentelen in de vorm van een spiraal.
Een ander in het oog springend verschil is het gebruikte materiaal. Daar waar het Dubiner-huis is afgewerkt met grauwgrijs stucwerk, werd er bij het spiraalvormige huis een lichter stucwerk gebruikt. De muren zijn afgewerkt met mozaïeken van relatief goedkope roze stenen die gewoonlijk geassocieerd worden met de oudere arme buurten, en niet met deze locatie in een welgestelde buitenwijk.
In het gebouw zijn in het algemeen niet al te dure materialen verwerkt die vrijelijk beschikbaar zijn in de omgeving, waarmee invulling werd gegeven aan de wens voor goedkope huisvesting.

## Reacties
Het ontwerp van het spiraalvormige huis ontving uiteenlopende reacties. Shmuel Grobstein [Groberman?], die een rol had in het ontwerp van het gebouw, omschreef het vanwege de materiaalkeuze als volgt: "Het lijkt alsof een storm in Ramat Gan al het bouwafval van de daken en terreinen oppikte en er in één beweging de Spiraal mee opwierp."
Yael Reisner, wetenschappelijk onderzoekster en schrijfster die haar doctoraat in architectonisch ontwerp behaalde aan het Royal Melbourne Institute of Technology, prijst Heckers gebruik van zijn kenmerkende geometrische lijnenstelsel. Dit stelsel vangt en verdeelt het zonlicht in het complex en de ruimtelijke inrichting verschaft volgens haar veel openingen die resulteren in ventilatie en ongebruikelijke aanblikken.
Ze'ev Druckman, hoogleraar en voormalig hoofd van de faculteit architectuur van de Bezalel Academy of Art and Design, is daarentegen ronduit negatief over het gebouw, dat hij een ruïnering van de architectuur noemt. Volgens hem zou het gebouw geen verbinding met de omgeving en de cultuur leggen en zou het gebouw veel pretentie bevatten en slechts weinig esthetiek.